# El químico escéptico

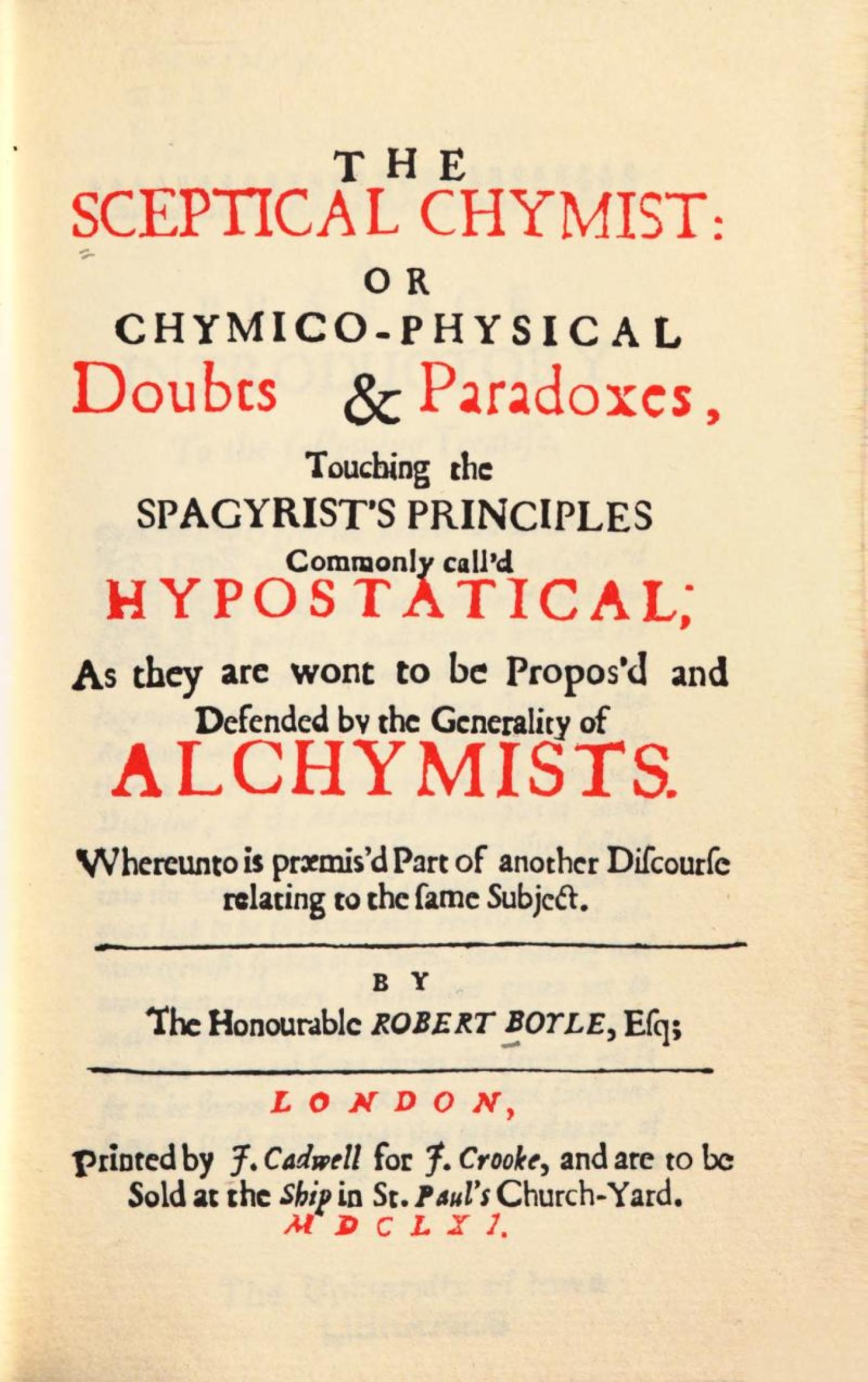
Portada de la primera edición de The Sceptical Chymist (1661).

El químico escéptico: o las dudas y paradojas quimio-físicas (en inglés: The sceptical chymist: or chymico-physical doubts & paradoxes, touching the spagyrist's principles commonly call'd hypostatical; as they are wont to be propos'd and defended by the generality of alchymists) es el título de la principal obra científica de Robert Boyle, publicada en Londres en 1661, y por la que ha sido llamado «fundador de la química moderna».
Escrito en forma de diálogo, Boyle presentó en El químico escéptico la hipótesis de que la materia está formada por átomos y agrupaciones de átomos en movimiento, y que cada fenómeno es el resultado de colisiones entre estas partículas. Asimismo afirmó que los experimentos niegan que los elementos químicos se limiten sólo a los cuatro clásicos (tierra, fuego, aire y agua) y alentó a los químicos a experimentar. Abogó por un acercamiento riguroso a la experimentación científica: creía que todas las teorías deben ser probadas experimentalmente antes de ser consideradas como verdaderas. También declaró que la química debería dejar de estar al servicio de la medicina o la alquimia, y la ascendió a la categoría de ciencia.
El químico escéptico está animado con toques de humor, como cuando compara a los alquimistas con «los navegantes de la flota de Tarsis de Salomón, que traían a casa ... no sólo oro, plata y marfil, sino también pavos reales y monos», ya que sus teorías, «cualquiera de ellas, como las plumas del pavo real, son muy vistosas, pero ni son sólidas ni útiles; o bien, como los monos, que si tienen alguna apariencia de ser racionales, se manchan con algún disparate u otro que les hace aparecer ridículos».
La mayor aportación de El químico escéptico, aparte de su mensaje principal, fue manifestar el valor del experimento, demostrando a los químicos cómo emplear términos y nomenclatura estándar en las explicaciones y en la presentación de nuevos productos químicos.
Su influencia se puede apreciar en la referencia del poeta irlandés Nicholas Brady a "las semillas discordantes" en su «Oda a Santa Cecilia» (a la que Henry Purcell puso música en 1691), mucho antes de la teoría cinética de los gases de Bernoulli (1738):

¡Alma del Mundo! Inspiradas por ti,

Las semillas discordantes de la materia estaban de acuerdo, 

Tú has de obligar a los átomos dispersos, 

Que, unidos por tus leyes de la verdadera proporción,

Hagan de partes diferentes una armonía perfecta.